# Острівка (річка)
Острі́вка — річка в Україні, в межах Шептицького району Львівської області. Ліва притока Стиру (басейн Прип'яті). 
Довжина Острівки 24 км, площа басейну 161 км². Річка майже повністю каналізована, русло випрямлене, заплава місцями заболочена. 
Витоки розташовані на південній околиці міста Радехова. Річка тече здебільшого на південний схід у межах Малого Полісся. У нижній течії протікає біля південної околичі смт Лопатина. Впадає у Стир на північ від села Станіславчика. 
Притоки: меліоративні канали і невеликі потічки. 